# Африканска шлемоноса пеломедуза
Африканските шлемоноси пеломедузи (Pelomedusa subrufa), наричани също африкански шлемоноси костенурки, са вид дребни влечуги от семейство Пеломедузови костенурки (Pelomedusidae), единствен представител на род Pelomedusa.
Срещат се при разнородни, предимно бавнотечащи, водоеми в по-голямата част от Субсахарска Африка и съседните части на Арабския полуостров. Достигат дължина от 32 сантиметра, но в повечето случаи дължината им е под 20 сантиметра. Хранят се с почти всякаква храна, включително с мърша.